# Saison 2023 de la ELF
Navigation
Édition précédente Édition suivante
La saison 2023 de la ELF est la 3e de l'histoire de l'European League of Football, une ligue professionnelle de football américain basée en Europe.
Elle met en compétition dix-sept (17) équipes issues de neuf (9) pays,.
Néanmoins, en proie des difficultés financières, les Kings de Leipzig sont contraints de déclarer forfait pour la rencontre de la 6e semaine contre les Lions de Prague. Le 10 juillet, la franchise de Leizig annonce mettre un terme à sa saison et déclare forfait pour l'ensemble de ses rencontres encore à jouer.
La finale se dispute 31 500 spectateurs (stade comble) au Schauinsland-Reisen-Arena de Duisbourg en Allemagne le 24 septembre 2023 et le match est remporté par le Rhein Fire qui bat 53 à 34 le Stuttgart Surge.

## Calendrier
- Les équipes sont réparties dans trois conférences de 5 ou 6 équipes. Chaque équipe disputera 12 matchs pendant la saison régulière qui débutera le 3 juin 2023.
- Six équipes se qualifient pour les séries éliminatoires. Ce sont les équipes vainqueurs de chaque conférence ainsi que les trois meilleures équipes restantes[7].

## Les équipes
Onze des douze équipes de la saison 2022 participent à la compétition de 2023, les Rams d'Istanbul s'étant retirés de la ELF. Elles sont rejointes par six nouvelles équipes :
- Fehérvár Enthroners ;
- Helvetic Guards (Helvetic Guards) ;
- Milano Seamen ;
- Munich Ravens ;
- Paris Musketeers ;
- Prague Lions.

| Conférence Ouest                  |                                 |          |           |           |              |                                 |
| Équipe                            | Stade                           | Capacité | Ville     | Fondation | Début en ELF | Entraîneur principal            |
| Cologne Centurions                | Südstadion                      | 11 748   | Cologne   | 2021      | 2021         | Christos Lambropoulos (intérim) |
| Frankfurt Galaxy                  | PSD Bank Arena                  | 12 542   | Francfort | 2021      | 2021         | Thomas Kösling                  |
| Hamburg Sea Devils                | Stade Hoheluft                  | 11 000   | Hambourg  | 2021      | 2021         | Charles Jones                   |
| Paris Musketeers                  | Stade Jean-Bouin                | 20 000   | Paris     | 2022      | 2023         | Marc Mattioli                   |
| Rhein Fire                        | Schauinsland-Reisen-Arena       | 31 514   | Duisbourg | 2021      | 2022         | Jim Tomsula                     |
| Conférence Centrale               |                                 |          |           |           |              |                                 |
| Équipe                            | Stade                           | Capacité | Ville     | Fondation | Début en ELF | Entraîneur principal            |
| Barcelona Dragons                 | Stade municipal de Reus         | 4 700    | Reus      | 2021      | 2021         | Andrew Weidinger                |
| Helvetic Guards (Helvetic Guards) | Lidl Arena                      | 6 048    | Zurich    | -         | 2023         | Norm Chow                       |
| Milano Seamen                     | Vélodrome Vigorelli             | 9 000    | Milan     | 1981      | 2023         | Stefan Pokorny                  |
| Munich Ravens                     | Sportpark Unterhaching          | 15 053   | Munich    | 2022      | 2023         | John Shoop                      |
| Stuttgart Surge                   | Gazi-Stadion                    | 11 410   | Stuttgart | 2021      | 2021         | Martin Hanselmann               |
| Raiders Tirol                     | Stade Tivoli                    | 16 008   | Innsbruck | 1992      | 2022         | Kevin Herron                    |
| Conférence Est                    |                                 |          |           |           |              |                                 |
| Équipe                            | Stade                           | Capacité | Ville     | Fondation | Début en ELF | Entraîneur principal            |
| Berlin Thunder                    | Friedrich-Ludwig-Jahn-Sportpark | 19 708   | Berlin    | 2021      | 2021         | Johnny Schmuck                  |
| Fehérvár Enthroners               | FIRST Field                     | 3 500    | Fehérvár  | 2007      | 2023         | Jaime Hill                      |
| Leipzig Kings                     | Alfred-Kunze-Sportpark          | 4 999    | Leipzig   | 2021      | 2021         | John A. Bookers                 |
| Prague Lions                      | FK Viktoria Stadion             | 5 037    | Prague    | 1991      | 2023         | Zach Harrod                     |
| Vienna Vikings                    | Generali-Arena                  | 17 656   | Vienne    | 1983      | 2022         | Chris Calaycay                  |
| Wrocław Panthers                  | Stade olympique                 | 11 000   | Wrocław   | 2013      | 2021         | Dave Christensen (en)           |

## Joueurs
Comme la saison précédente, le nombre de joueurs non européens est limité à 4 (A-players, issus des États-Unis, du Canada, du Mexique ou du Japon) dont deux au maximum peuvent se trouver sur le terrain en même temps. Ceux possédant la double nationalité (A-players et un pays membre de l'Union européenne) ne sont pas soumis à cette règle.
Le nombre de joueurs européens étrangers au pays de l'équipe, est limité à 6 (8 les saisons précédentes).
Les joueurs brésiliens ne sont pas comptabilisés dans les joueurs importés.
Pour la saison 2023, le nombre de joueurs actifs composant l'effectif est limité à 53, ce nombre étant réduit à 46 les jours de match. Le nombre de joueurs composant l'équipe d'entraînement passe à 12 joueurs.

## Résultats et classement

### Saison régulière
Les Kings de Leipzig ont été retirés de la ligue après la 6e semaine à la suite de problèmes financiers qui les obligent à déclarer forfait pour le match prévu contre les Lions de Prague et les suivants.
Le comité de la ELF a ensuite décidé que :
- les résultats des matchs déjà joués par Leipzig restent acquis ;
- les Lions de Prague gagnent leur match 35 à 0 (match de la 6e semaine) ;
- le résultat des matchs retour non joués par Leipzig auront le même résultat que le match aller, à l'exception du match retour que les Enthroners de Fehérvár remportent 47 à 24 (au match aller Fehérvár avait perdu 24-47) ;
- les Centurions de Cologne remportent les deux matchs prévus contre Leipzig mais le score des matchs pris en compte est de 16-16 pour correspondre à la moyenne des points inscrits par Cologne.

Le 23 juillet, les Lions de Prague déclarent forfait pour le match joué chez les Enthroners de Fehervar et la ELF les sanctionne d'une défaite sur le score de 35 à 0.
| Légende | Légende                                                          |
| ------- | ---------------------------------------------------------------- |
|         | Victoire de l'équipe à domicile                                  |
|         | Défaite de l'équipe à domicile                                   |
| 0x-y    | Résultat des matchs non joués par Leipzig + le forfait de Prague |
| Gras    | Score de l'équipe gagnante                                       |

| Cologne Centurions  |       | 09-22 | 17-34 | 17-24 | 00-42 |       |       |       |       |       |       |       |       | 16-16 | 37-09 |       |       |
| Frankfurt Galaxy    | 33-22 |       | 17-14 | 30-13 | 38-48 | 53-14 |       |       |       |       | 46-0  |       |       |       |       |       |       |
| Hamburg Sea Devils  | 18-14 | 13-23 |       | 19-29 | 22-27 |       |       |       |       |       |       | 37-17 |       |       |       |       | 17-10 |
| Paris Musketeers    | 40-12 | 21-23 | 27-23 |       | 25-37 | 50-09 |       |       |       | 20-29 |       |       |       |       |       |       |       |
| Rhein Fire          | 62-03 | 33-09 | 40-09 | 58-28 |       |       | 51-0  |       | 39-25 |       |       |       |       |       |       |       |       |
|                     |       |       |       |       |       |       |       |       |       |       |       |       |       |       |       |       |       |
| Barcelona Dragons   |       |       |       | 06-37 |       |       | 29-17 | 28-33 | 15-39 | 22-31 | 03-17 |       |       |       |       |       |       |
| Helvetic Guards     |       |       |       |       | 17-43 | 22-19 |       | 31-24 | 10-39 | 31-13 | 07-22 |       |       |       |       |       |       |
| Milano Seaman       |       | 33-40 |       |       |       | 33-41 | 32-0  |       | 29-50 | 27-78 | 27-42 |       |       |       |       |       |       |
| Munich Ravens       |       |       |       |       | 23-60 | 55-0  | 35-06 | 56-37 |       | 09-28 | 38-59 |       |       |       |       |       |       |
| Stuttgart Surge     |       |       |       | 14-06 |       | 33-14 | 47-19 | 40-26 | 30-32 |       | 06-03 |       |       |       |       |       |       |
| Raiders Tirol       |       |       |       |       |       | 29-13 | 24-14 | 38-13 | 25-24 | 28-38 |       |       |       |       |       | 13-34 |       |
|                     |       |       |       |       |       |       |       |       |       |       |       |       |       |       |       |       |       |
| Berlin Thunder      |       |       | 23-16 |       |       |       |       |       |       |       |       |       | 60-06 | 39-14 | 40-07 | 24-27 | 36-27 |
| Fehérvár Enthroners |       | 13-48 |       |       |       |       |       |       |       |       |       | 03-36 |       | 47-24 | 35-0  | 12-41 | 06-35 |
| Leipzig Kings       | 16-16 |       |       |       |       |       |       |       |       |       |       | 14-39 | 47-24 |       | 00-35 | 14-47 | 06-31 |
| Prague Lions        | 14-23 |       |       |       |       |       |       |       |       |       |       | 06-43 | 03-19 | 15-18 |       | 09-55 | 13-73 |
| Vienna Vikings      |       |       |       |       |       |       |       |       |       |       | 13-07 | 16-09 | 21-20 | 47-14 | 69-21 |       | 24-21 |
| Wroclaw Panthers    |       |       | 34-25 |       |       |       |       |       |       |       |       | 15-12 | 63-33 | 31-06 | 29-23 | 16-20 |       |

Le résultat du match affiche en premier le score de l'équipe jouant à domicile.

### Classements de la saison régulière
Dernière mise à jour après les matchs de la 13e semaine (les forfaits de Leipzig sont déjà pris en compte).
| Conférence Ouest |                    |        |        |        |        |       |        |        |        |        |              |
| N°               | Équipe             | Matchs | Matchs | Matchs | Matchs | Bilan | Bilan  | Points | Points | Points | Phase finale |
| N°               | Équipe             | Nb     | G      | P      | N      | Conf. | Global | +      | -      | ≠      | Phase finale |
| 1                | Rhein Fire         | 12     | 12     | 0      | 0      | 8 - 0 | 12 - 0 | 540    | 199    | +341   | Vainqueurs   |
| 2                | Frankfurt Galaxy   | 12     | 10     | 2      | 0      | 6 - 2 | 10 - 2 | 382    | 233    | +149   | Demi-finales |
| 3                | Paris Musketeers   | 12     | 6      | 6      | 0      | 4 - 4 | 6 - 6  | 320    | 277    | +043   | Non qualifié |
| 4                | Hamburg Sea Devils | 12     | 4      | 8      | 0      | 2 - 6 | 4 - 8  | 247    | 278    | -031   | Non qualifié |
| 5                | Cologne Centurions | 12     | 4      | 8      | 0      | 0 - 8 | 4 - 8  | 186    | 328    | -142   | Non qualifié |

| Conférence Centrale |                                   |        |        |        |        |       |        |        |        |        |              |
| N°                  | Équipe                            | Matchs | Matchs | Matchs | Matchs | Bilan | Bilan  | Points | Points | Points | Phase finale |
| N°                  | Équipe                            | Nb     | G      | P      | N      | Conf. | Global | +      | -      | ≠      | Phase finale |
| 1                   | Stuttgart Surge                   | 12     | 10     | 2      | 0      | 8 - 2 | 10 - 2 | 387    | 237    | +150   | Finalistes   |
| 2                   | Raiders Tirol                     | 12     | 8      | 4      | 0      | 8 - 2 | 8 - 4  | 307    | 230    | +077   | Non qualifié |
| 3                   | Munich Ravens                     | 12     | 7      | 5      | 0      | 7 - 3 | 7 - 5  | 425    | 338    | +087   | Non qualifié |
| 4                   | Helvetic Guards (Helvetic Guards) | 12     | 3      | 9      | 0      | 3 - 7 | 3 - 9  | 174    | 378    | -204   | Non qualifié |
| 5                   | Milano Seamen                     | 12     | 2      | 10     | 0      | 2 - 8 | 2 - 10 | 328    | 497    | -169   | Non qualifié |
| 6                   | Barcelona Dragons                 | 12     | 2      | 10     | 0      | 2 - 8 | 2 - 10 | 199    | 396    | -187   | Non qualifié |

| Conférence Est |                     |        |        |        |        |        |        |        |        |        |              |
| N°             | Équipe              | Matchs | Matchs | Matchs | Matchs | Bilan  | Bilan  | Points | Points | Points | Phase finale |
| N°             | Équipe              | Nb     | G      | P      | N      | Conf.  | Global | +      | -      | ≠      | Phase finale |
| 1              | Vienna Vikings      | 12     | 12     | 0      | 0      | 10 - 0 | 12 - 0 | 414    | 180    | +234   | Demi-finales |
| 2              | Berlin Thunder      | 12     | 8      | 4      | 0      | 7 - 3  | 8 - 4  | 378    | 188    | +190   | Wild-Card    |
| 3              | Wrocław Panthers    | 12     | 8      | 4      | 0      | 7 - 3  | 8 - 4  | 385    | 221    | +164   | Wild-Card    |
| 4              | Fehérvár Enthroners | 12     | 3      | 9      | 0      | 3 - 6  | 3 - 9  | 218    | 424    | -206   | Non qualifié |
| 5              | Leipzig Kings       | 12     | 2      | 10     | 0      | 2 - 8  | 2 - 10 | 189    | 387    | -200   | Non qualifié |
| 6              | Prague Lions        | 12     | 1      | 11     | 0      | 1 - 9  | 1 - 11 | 155    | 441    | -286   | Non qualifié |

#### Règles de départage
En cas d'égalité, les règles suivantes sont d'application :
1. Nombre de victoires ;
2. Résultat du match en tête-à-tête ;
3. Plus grande différence de points lors des matchs en tête-à-tête ;
4. Plus grand nombre de points inscrits en déplacement lors des matchs en tête-à-tête ;
5. Différence globale des points ;
6. Plus grand nombre total de points inscrits ;
7. Plus grand nombre total des points inscrits en déplacement ;
8. Tirage au sort (pile ou face) par le Commissionnaire de la ELF ou une personne éminente qu'il aura désignée.

### Classement global de la ELF
| #                        | Équipe                            | Conférence | G  | P  | %    | Bilan en Conf. | ≠    | Série |
| ------------------------ | --------------------------------- | ---------- | -- | -- | ---- | -------------- | ---- | ----- |
| Vainqueurs de conférence |                                   |            |    |    |      |                |      |       |
| 1                        | Rhein Fire                        | Ouest      | 12 | 0  | 100  | 8-0            | +341 | 12V   |
| 2                        | Vienna Vikings                    | Est        | 12 | 0  | 100  | 10–0           | +234 | 12V   |
| 3                        | Stuttgart Surge                   | Centrale   | 10 | 2  | 83,3 | 8–2            | +150 | 03V   |
| Wild cards               |                                   |            |    |    |      |                |      |       |
| 4                        | Frankfurt Galaxy                  | Ouest      | 10 | 2  | 83,3 | 6–2            | +149 | 01D   |
| 5                        | Berlin Thunder                    | Est        | 8  | 4  | 66,7 | 7–3            | +190 | 02V   |
| 6                        | Wrocław Panthers                  | Est        | 8  | 4  | 66,7 | 7–3            | +164 | 02V   |
| Éliminés                 |                                   |            |    |    |      |                |      |       |
| 7                        | Raiders Tirol                     | Centrale   | 8  | 4  | 63,6 | 8–2            | +077 | 02D   |
| 8                        | Munich Ravens                     | Centrale   | 7  | 5  | 58,3 | 7–3            | +087 | 01V   |
| 9                        | Paris Musketeers                  | Ouest      | 6  | 6  | 50,0 | 4–4            | +043 | 04V   |
| 10                       | Hamburg Sea Devils                | Ouest      | 4  | 8  | 33,3 | 2–6            | –031 | 04D   |
| 11                       | Cologne Centurions                | Ouest      | 4  | 8  | 33,3 | 0–8            | –144 | 01D   |
| 12                       | Helvetic Guards (Helvetic Guards) | Centrale   | 3  | 9  | 25,0 | 3–7            | –204 | 04D   |
| 13                       | Fehérvár Enthroners               | Est        | 3  | 9  | 25,0 | 3–7            | –206 | 02D   |
| 14                       | Milano Seamen                     | Centrale   | 2  | 10 | 16,7 | 2–8            | –169 | 03D   |
| 15                       | Barcelona Dragons                 | Centrale   | 2  | 10 | 16,7 | 2–8            | –197 | 10D   |
| 16                       | Leipzig Kings                     | Est        | 2  | 10 | 16,7 | 2–8            | –198 | 09D   |
| 17                       | Prague Lions                      | Est        | 1  | 11 | 08,3 | 1–9            | –286 | 07D   |

### Phase finale
|  | Wild-card                   | Wild-card                   | Wild-card                                             | Wild-card                   |                                                                      |                       | Demi-finales                                                 | Demi-finales                                                 | Demi-finales                                                 | Demi-finales                                                 |  |  | Finale                                                             | Finale                                                             | Finale                                                             | Finale                                                             |
|  |                             |                             |                                                       |                             |                                                                      |                       |                                                              |                                                              |                                                              |                                                              |  |  |                                                                    |                                                                    |                                                                    |                                                                    |
|  |                             |                             |                                                       |                             |                                                                      |                       | 17 septembre 2023, Merkur Spiel-Arena, Düsseldorf, Allemagne | 17 septembre 2023, Merkur Spiel-Arena, Düsseldorf, Allemagne | 17 septembre 2023, Merkur Spiel-Arena, Düsseldorf, Allemagne | 17 septembre 2023, Merkur Spiel-Arena, Düsseldorf, Allemagne |  |  | 24 septembre 2023, Schauinsland-Reisen-Arena, Duisbourg, Allemagne | 24 septembre 2023, Schauinsland-Reisen-Arena, Duisbourg, Allemagne | 24 septembre 2023, Schauinsland-Reisen-Arena, Duisbourg, Allemagne | 24 septembre 2023, Schauinsland-Reisen-Arena, Duisbourg, Allemagne |
|  |                             |                             |                                                       |                             |                                                                      |                       | 17 septembre 2023, Merkur Spiel-Arena, Düsseldorf, Allemagne | 17 septembre 2023, Merkur Spiel-Arena, Düsseldorf, Allemagne | 17 septembre 2023, Merkur Spiel-Arena, Düsseldorf, Allemagne | 17 septembre 2023, Merkur Spiel-Arena, Düsseldorf, Allemagne |  |  | 24 septembre 2023, Schauinsland-Reisen-Arena, Duisbourg, Allemagne | 24 septembre 2023, Schauinsland-Reisen-Arena, Duisbourg, Allemagne | 24 septembre 2023, Schauinsland-Reisen-Arena, Duisbourg, Allemagne | 24 septembre 2023, Schauinsland-Reisen-Arena, Duisbourg, Allemagne |
|  |                             |                             |                                                       |                             |                                                                      |                       | 17 septembre 2023, Merkur Spiel-Arena, Düsseldorf, Allemagne | 17 septembre 2023, Merkur Spiel-Arena, Düsseldorf, Allemagne | 17 septembre 2023, Merkur Spiel-Arena, Düsseldorf, Allemagne | 17 septembre 2023, Merkur Spiel-Arena, Düsseldorf, Allemagne |  |  | 24 septembre 2023, Schauinsland-Reisen-Arena, Duisbourg, Allemagne | 24 septembre 2023, Schauinsland-Reisen-Arena, Duisbourg, Allemagne | 24 septembre 2023, Schauinsland-Reisen-Arena, Duisbourg, Allemagne | 24 septembre 2023, Schauinsland-Reisen-Arena, Duisbourg, Allemagne |
|  |                             |                             |                                                       |                             |                                                                      |                       | 17 septembre 2023, Merkur Spiel-Arena, Düsseldorf, Allemagne | 17 septembre 2023, Merkur Spiel-Arena, Düsseldorf, Allemagne | 17 septembre 2023, Merkur Spiel-Arena, Düsseldorf, Allemagne | 17 septembre 2023, Merkur Spiel-Arena, Düsseldorf, Allemagne |  |  | 24 septembre 2023, Schauinsland-Reisen-Arena, Duisbourg, Allemagne | 24 septembre 2023, Schauinsland-Reisen-Arena, Duisbourg, Allemagne | 24 septembre 2023, Schauinsland-Reisen-Arena, Duisbourg, Allemagne | 24 septembre 2023, Schauinsland-Reisen-Arena, Duisbourg, Allemagne |
|  |                             |                             |                                                       |                             |                                                                      |                       | 17 septembre 2023, Merkur Spiel-Arena, Düsseldorf, Allemagne | 17 septembre 2023, Merkur Spiel-Arena, Düsseldorf, Allemagne | 17 septembre 2023, Merkur Spiel-Arena, Düsseldorf, Allemagne | 17 septembre 2023, Merkur Spiel-Arena, Düsseldorf, Allemagne |  |  | 24 septembre 2023, Schauinsland-Reisen-Arena, Duisbourg, Allemagne | 24 septembre 2023, Schauinsland-Reisen-Arena, Duisbourg, Allemagne | 24 septembre 2023, Schauinsland-Reisen-Arena, Duisbourg, Allemagne | 24 septembre 2023, Schauinsland-Reisen-Arena, Duisbourg, Allemagne |
|  | [1] Rhein Fire (12-0)       | [1] Rhein Fire (12-0)       | 42                                                    | 42                          |                                                                      |                       |                                                              |                                                              |                                                              |                                                              |  |  | 24 septembre 2023, Schauinsland-Reisen-Arena, Duisbourg, Allemagne | 24 septembre 2023, Schauinsland-Reisen-Arena, Duisbourg, Allemagne | 24 septembre 2023, Schauinsland-Reisen-Arena, Duisbourg, Allemagne | 24 septembre 2023, Schauinsland-Reisen-Arena, Duisbourg, Allemagne |
|  | [1] Rhein Fire (12-0)       | [1] Rhein Fire (12-0)       | 42                                                    | 42                          | 9 septembre 2023, PSD Bank Arena, Francfort, Allemagne               |                       |                                                              |                                                              |                                                              |                                                              |  |  | 24 septembre 2023, Schauinsland-Reisen-Arena, Duisbourg, Allemagne | 24 septembre 2023, Schauinsland-Reisen-Arena, Duisbourg, Allemagne | 24 septembre 2023, Schauinsland-Reisen-Arena, Duisbourg, Allemagne | 24 septembre 2023, Schauinsland-Reisen-Arena, Duisbourg, Allemagne |
|  |                             |                             | [4] Francfort Galaxy (11-2)                           | [4] Francfort Galaxy (11-2) | 26                                                                   | 26                    |                                                              |                                                              |                                                              |                                                              |  |  | 24 septembre 2023, Schauinsland-Reisen-Arena, Duisbourg, Allemagne | 24 septembre 2023, Schauinsland-Reisen-Arena, Duisbourg, Allemagne | 24 septembre 2023, Schauinsland-Reisen-Arena, Duisbourg, Allemagne | 24 septembre 2023, Schauinsland-Reisen-Arena, Duisbourg, Allemagne |
|  | [4] Francfort Galaxy (10-2) | [4] Francfort Galaxy (10-2) | [4] Francfort Galaxy (11-2)                           | [4] Francfort Galaxy (11-2) | 26                                                                   | 26                    | 20                                                           | 20                                                           |                                                              |                                                              |  |  | 24 septembre 2023, Schauinsland-Reisen-Arena, Duisbourg, Allemagne | 24 septembre 2023, Schauinsland-Reisen-Arena, Duisbourg, Allemagne | 24 septembre 2023, Schauinsland-Reisen-Arena, Duisbourg, Allemagne | 24 septembre 2023, Schauinsland-Reisen-Arena, Duisbourg, Allemagne |
|  | [4] Francfort Galaxy (10-2) | [4] Francfort Galaxy (10-2) | 16 septembre 2023, Stade Hohe-Warte, Vienne, Autriche |                             |                                                                      |                       | 20                                                           | 20                                                           |                                                              |                                                              |  |  | 24 septembre 2023, Schauinsland-Reisen-Arena, Duisbourg, Allemagne | 24 septembre 2023, Schauinsland-Reisen-Arena, Duisbourg, Allemagne | 24 septembre 2023, Schauinsland-Reisen-Arena, Duisbourg, Allemagne | 24 septembre 2023, Schauinsland-Reisen-Arena, Duisbourg, Allemagne |
|  | [5] Berlin Thunder (8-4)    | [5] Berlin Thunder (8-4)    | 03                                                    | 03                          |                                                                      |                       |                                                              |                                                              |                                                              |                                                              |  |  | 24 septembre 2023, Schauinsland-Reisen-Arena, Duisbourg, Allemagne | 24 septembre 2023, Schauinsland-Reisen-Arena, Duisbourg, Allemagne | 24 septembre 2023, Schauinsland-Reisen-Arena, Duisbourg, Allemagne | 24 septembre 2023, Schauinsland-Reisen-Arena, Duisbourg, Allemagne |
|  | [5] Berlin Thunder (8-4)    | [5] Berlin Thunder (8-4)    | 03                                                    | 03                          | [1] Rhein Fire (13-0)                                                | [1] Rhein Fire (13-0) | 53                                                           | 53                                                           |                                                              |                                                              |  |  |                                                                    |                                                                    |                                                                    |                                                                    |
|  |                             |                             |                                                       |                             | [1] Rhein Fire (13-0)                                                | [1] Rhein Fire (13-0) | 53                                                           | 53                                                           |                                                              |                                                              |  |  |                                                                    |                                                                    |                                                                    |                                                                    |
|  |                             |                             | [3] Stuttgart Surge (12-2)                            | [3] Stuttgart Surge (12-2)  | 34                                                                   | 34                    |                                                              |                                                              |                                                              |                                                              |  |  |                                                                    |                                                                    |                                                                    |                                                                    |
|  |                             |                             |                                                       |                             | 34                                                                   | 34                    |                                                              |                                                              |                                                              |                                                              |  |  |                                                                    |                                                                    |                                                                    |                                                                    |
|  |                             |                             |                                                       |                             |                                                                      |                       |                                                              |                                                              |                                                              |                                                              |  |  |                                                                    |                                                                    |                                                                    |                                                                    |
|  |                             |                             |                                                       |                             |                                                                      |                       |                                                              |                                                              |                                                              |                                                              |  |  |                                                                    |                                                                    |                                                                    |                                                                    |
|  | [2] Vienna Vikings (12-0)   | [2] Vienna Vikings (12-0)   | 33                                                    | 33                          |                                                                      |                       |                                                              |                                                              |                                                              |                                                              |  |  |                                                                    |                                                                    |                                                                    |                                                                    |
|  | [2] Vienna Vikings (12-0)   | [2] Vienna Vikings (12-0)   | 33                                                    | 33                          | 10 septembre 2023, Gazi-Stadion auf der Waldau, Stuttgart, Allemagne |                       |                                                              |                                                              |                                                              |                                                              |  |  |                                                                    |                                                                    |                                                                    |                                                                    |
|  |                             |                             | [3] Stuttgart Surge (11-2)                            | [3] Stuttgart Surge (11-2)  | 40                                                                   | 40                    |                                                              |                                                              |                                                              |                                                              |  |  |                                                                    |                                                                    |                                                                    |                                                                    |
|  | [3] Stuttgart Surge (10-2)  | [3] Stuttgart Surge (10-2)  | [3] Stuttgart Surge (11-2)                            | [3] Stuttgart Surge (11-2)  | 40                                                                   | 40                    | 37                                                           | 37                                                           |                                                              |                                                              |  |  |                                                                    |                                                                    |                                                                    |                                                                    |
|  | [3] Stuttgart Surge (10-2)  | [3] Stuttgart Surge (10-2)  |                                                       |                             |                                                                      |                       |                                                              | 37                                                           |                                                              |                                                              |  |  |                                                                    |                                                                    |                                                                    |                                                                    |
|  | [6] Wrocław Panthers (8-4)  | [6] Wrocław Panthers (8-4)  | 14                                                    | 14                          |                                                                      |                       |                                                              |                                                              |                                                              |                                                              |  |  |                                                                    |                                                                    |                                                                    |                                                                    |
|  | [6] Wrocław Panthers (8-4)  | [6] Wrocław Panthers (8-4)  | 14                                                    | 14                          |                                                                      |                       |                                                              |                                                              |                                                              |                                                              |  |  |                                                                    |                                                                    |                                                                    |                                                                    |
|  |                             |                             |                                                       |                             |                                                                      |                       |                                                              |                                                              |                                                              |                                                              |  |  |                                                                    |                                                                    |                                                                    |                                                                    |

## Récompenses individuelles

### MVP de la semaine
| S.                    | Joueur                   | Poste            | Équipe                            | Statistiques | Réf.             |
| --------------------- | ------------------------ | ---------------- | --------------------------------- | --- | ---------------- |
| 1                     | Jarvis McClam            | WR               | Raiders Tirol                     | 3 TDs, 435 yards gagnés au total                                                                                   | 1                |
| 2                     | Conor Miller (en)        | QB               | Barcelona Dragons                 | 394 yards gagnés à la passe, 4 TDs, 0 interception                                                                 | 2                |
| 3                     | Jadrian Clark            | QB               | Rhein Fire                        | 513 yards gagnés à la passe, 8 TDs, 0 interception                                                                 | 3                |
| 4                     | Malik Stanley (en)       | WR               | Hamburg Sea Devils                | 116 yards gagnés en réception, 4 TDs                                                                               | 4                |
| 5                     | Slade Jarman             | QB               | Berlin Thunder                    | 382 yards gagnés à la passe, 5 TDs                                                                                 |                  |
| 6                     | Nico Strahmann           | WR               | Frankfurt Galaxy                  | 175 yards gagnés à la passe, 4 TDs                                                                                 | 6                |
| 7                     | Aaron Jackson            | WR               | Berlin Thunder                    | 392 yards gagnés au total, 4 TDs                                                                                   | 7                |
| 8                     | Ken Hike Jr.             | CB               | Helvetic Guards (Helvetic Guards) | 194 yards gagnés au total, 1 TD à la suite d'un retour de kickoff, 1 TD à la suite d'un fumble recouvert, 7 tacles | 8                |
| 9                     | Kenyatte Allen           | QB               | Stuttgart Surge                   | 551 yards gagnés à la passe, 4 TDs à la passe, 0 interception, 43 yards gagnés à la course, 4 TDs à la course      | 9                |
| 10                    | Semaine de repos         | Semaine de repos | Semaine de repos                  | Semaine de repos                                                                                                   | Semaine de repos |
| 11                    | Macéo Beard              | CB               | Helvetic Guards (Helvetic Guards) | 2 interceptions, 1 TDs                                                                                             | 10               |
| 12                    | Jadrian Clark (de)       | QB               | Rhein Fire                        | 285 yards gagnés à la passe, 7 TDs, 0 interception                                                                 | 11               |
| 13                    | Zach Edwards             | QB               | Paris Musketeers                  | 365 yards gagnés à la passe, 5 TDs, 0 interception                                                                 | 12               |
| 14                    | Devan Burrell            | DE               | Milano Seamen                     | 295 yards retournés, 2 TDs retournés                                                                               | 13               |
| Wild card et ½ finale |                          |                  |                                   | |                  |
| 15                    | Darrell Stewart Jr. (en) | WR               | Stuttgart Surge                   | 11 réceptions, 167 yards, 2 TDs                                                                                    | 14               |
| 16                    | Darrell Stewart Jr. (en) | WR               | Stuttgart Surge                   | 10 réceptions, 199 yards, 2 TDs                                                                                    | 15               |
| Finale                |                          |                  |                                   | |                  |
| 17                    | Jadrian Clark (de)       | QB               | Rhein Fire                        | 393 yards gagnés à la passe, 6 TDs, 1 interception                                                                 | 16               |

### Statistiques, par poste
Statistiques pour la saison régulière
| Catégorie        | Joueur               | Position | Équipe                            | M.J. | Statistique |
| ---------------- | -------------------- | -------- | --------------------------------- | ---- | ----------- |
| Passeur          |                      |          |                                   |      |             |
| Yards            | Jadrian Clark        | QB       | Rhein Fire                        | 12   | 3 586       |
| Touchdowns       | Jadrian Clark        | QB       | Rhein Fire                        | 12   | 53          |
| Complétions      | Luke Zahradka        | QB       | Milano Seamen                     | 12   | 293         |
| % de complétion  | Chad Jeffries        | QB       | Munich Ravens                     | 12   | 69,85       |
| Interceptions    | Luke Zahradka        | QB       | Milano Seamen                     | 12   | 14          |
| Sacks            | Zach Edwards         | QB       | Paris Musketeers                  | 12   | 36          |
| Coureur          |                      |          |                                   |      |             |
| Yards            | Dawid Brzozowski     | RB       | Panthers Wrocław                  | 11   | 1 116       |
| Touchdowns       | Tomiwa Oyewo         | RB       | Munich Ravens                     | 12   | 14          |
| Yards par course | Glen Toonga          | RB       | Rhein Fire                        | 8    | 7,23        |
| Receveur         |                      |          |                                   |      |             |
| Yards            | Markell Castle       | WR       | Munich Ravens                     | 12   | 1 580       |
| Touchdowns       | Markell Castle       | WR       | Munich Ravens                     | 12   | 17          |
| Réceptions       | Markell Castle       | WR       | Munich Ravens                     | 12   | 97          |
| Défenseur        |                      |          |                                   |      |             |
| Sacks            | Kyle Kitchens (en)   | DE       | Berlin Thunder                    | 11   | 15          |
| Plaquages        | Luke Glenna          | FS       | Barcelona Dragons                 | 12   | 137         |
| Interceptions    | Macéo Beard          | CB       | Helvetic Guards (Helvetic Guards) | 12   | 8           |
| Touchdowns       | Omari Williams       | FS       | Rhein Fire                        | 12   | 3           |
| Kickeur/Punter   |                      |          |                                   |      |             |
| Field Goal       | Ryan Rimmler         | K        | Frankfurt Galaxy                  | 12   | 20          |
| PAT              | Sebastian Van Santen | K        | Rhein Fire                        | 12   | 57          |
| Points           | Ryan Rimmler         | K        | Frankfurt Galaxy                  | 12   | 92          |
| Yards Punt       | Nils Jonkmans        | P        | Helvetic Guards (Helvetic Guards) | 12   | 2 851       |
| Yards Kickoff    | Sebastian Van Santen | K        | Rhein Fire                        | 12   | 6 045       |

## Fréquentations en saison régulière
| Équipes             | Semaines | Semaines | Semaines | Semaines | Semaines | Semaines | Semaines | Semaines | Semaines | Semaines | Semaines | Semaines | Semaines | Totaux  | Moyennes |
| ------------------- | -------- | -------- | -------- | -------- | -------- | -------- | -------- | -------- | -------- | -------- | -------- | -------- | -------- | ------- | -------- |
| Équipes             | 1        | 2        | 3        | 4        | 5        | 6        | 7        | 8        | 9        | 11       | 12       | 13       | 14       | Totaux  | Moyennes |
| Rhein Fire          | 12 665   |          | 7 271    |          | 8 113    | 7 562    |          | 10 056   |          | 13 171   |          |          |          | 58 838  | 9 806    |
| Hamburg Sea Devils  |          | 32 500   |          | 3 447    |          | 3 140    |          |          | 3 200    |          | 2 783    | 3 486    |          | 48 556  | 8 093    |
| Frankfurt Galaxy    |          |          |          | 7 207    | 5 833    |          | 6 500    |          | 5 113    |          | 5 269    |          | 10 027   | 39 949  | 6 658    |
| Munich Ravens       | 6 283    |          |          |          | 5 184    |          | 4 028    |          | 4 345    |          | 5 011    |          | 5 204    | 30 055  | 5 009    |
| Berlin Thunder      |          | 4 814    | 4 049    |          |          | 3 978    |          |          |          | 3 906    |          | Annulé   | 6 084    | 22 831  | 4 566    |
| Vienna Vikings      |          |          | 6 854    | 3 493    |          |          | 3 957    | 4 325    |          |          | 4 452    | 1 200    |          | 24 281  | 4 047    |
| Paris Musketeers    |          | 4 200    |          |          | 3 256    |          | 4 500    | 4 000    |          |          |          | 3 800    | 4 500    | 24 256  | 4 043    |
| Raiders Tirol       |          |          | 4 285    |          | 4 180    | 4 375    |          | 3 447    |          | 3 062    |          | 4 073    |          | 23 422  | 3 904    |
| Stuttgart Surge     |          |          | 3 112    | 3 447    |          | 4 001    |          | 4 174    |          | 4 772    |          |          | 3 900    | 23 406  | 3 901    |
| Cologne Centurions  | 2 560    |          | 2 246    | 4 460    |          |          | Annulé   |          |          | 2 450    |          | 2 150    |          | 13 866  | 2 773    |
| Wrocław Panthers    | 2 850    |          |          | 2 350    | 2 400    |          |          | Annulé   |          | 2 850    | 2 300    |          |          | 12 750  | 2 550    |
| Helvetic Guards     |          | 2 300    | 2 050    |          |          | 1 750    | 2 000    | 2 400    |          |          |          | 3 060    |          | 13 560  | 2 260    |
| Leipzig Kings       |          | 2 148    | 1 423    |          | 2 598    | Annulé   |          |          | Annulé   |          | Annulé   |          |          | 6 169   | 2 056    |
| Fehérvár Enthroners | 1 800    | 1 400    |          |          | 1 800    |          |          | Annulé   |          | Annulé   | 2 000    |          | 1 800    | 8 800   | 1 760    |
| Milano Seamen       |          | 1 700    |          | 1 000    |          | 1 500    |          |          | 1 200    |          |          | 700      | 500      | 6 600   | 1 100    |
| Barcelona Dragons   | 1 428    |          |          | 1 128    |          |          | 1 158    |          | 1 543    | 711      | 516      |          |          | 6 484   | 1 081    |
| Prague Lions        | 1 347    | 1 047    |          |          |          |          | 970      |          | 370      |          |          |          | 250      | 3 984   | 797      |
| Totaux              | 28 933   | 50 109   | 31 290   | 26 532   | 33 364   | 26 306   | 23 113   | 28 402   | 15 771   | 30 922   | 22 331   | 18 469   | 32 265   | 367 807 |          |
| Moyennes            | 4 133    | 6 264    | 3 911    | 3 316    | 4 170    | 3 758    | 3 302    | 4 734    | 2 628    | 4 417    | 3 190    | '2 638   | 4 033    |         | 3 913    |